# Eumegamys
Az Eumegamys az emlősök (Mammalia) osztályának rágcsálók (Rodentia) rendjébe, ezen belül a pakaránafélék (Dinomyidae) családjába tartozó fosszilis nem.

## Tudnivalók
Az Eumegamys Dél-Amerika területén élt a miocén végén és a pliocén korban.

### Fordítás
- Ez a szócikk részben vagy egészben  az   Eumegamys című angol Wikipédia-szócikk fordításán alapul.  Az eredeti cikk szerkesztőit annak laptörténete sorolja fel. Ez a jelzés csupán a megfogalmazás eredetét és a szerzői jogokat jelzi, nem szolgál a cikkben szereplő információk forrásmegjelöléseként.